# Minnie the Moocher
Minnie the Moocher – popularna piosenka jazzowa, po raz pierwszy nagrana w 1931 r. przez Caba Callowaya i jego big band. Niezwykłą popularność przyniósł jej refren złożony z bezsensownych dźwięków (scat, rozpoczynający się od frazy Hi-dee hi-dee hi-dee ho), które podczas występów za Callowayem powtarzała publiczność (call and response). W 1999 r. znalazła się na liście Grammy Hall of Fame.

## Powstanie
Twórcami piosenki Minnie the Moocher byli Cab Calloway i menedżer Irving Mills. Calloway był wówczas liderem jazzowego zespołu Cab Calloways & His Orchestra, który krótko wcześniej zastąpił zespół Duke’a Ellingtona w słynnym Cotton Club w nowojorskim Harlemie. Inspiracją dla twórców było kilka popularnych w tamtym czasie utworów:  klasyk St. James Infirmary Blues (nagrany przez Callowaya i jego orkiestrę kilka miesięcy wcześniej), któremu zawdzięcza nieco bluesowy charakter, oraz Willie the Weeper, ludowa piosenka o kominiarzu o podobnej narracji, elementach scatu i sugestywnym wskazaniu wizji narkotykowych. Imię Minnie zaczerpnięto z piosenki Minnie the Mermaid Berniego Cumminsa. Wbrew wesołej melodii i niezwykle popularnemu i bawiącemu publiczność refrenowi, piosenka opowiada niezbyt wesołą historię: Minnie, jej bohaterka, jest dziewczyną z kiepskiej dzielnicy, jednak szczerą i hojną. Angażuje się w związek z narkomanem o pseudonimie Smokey Joe i w efekcie popada w ten sam nałóg. Wątki narkotykowe przedstawiono z użyciem ówczesnego slangu (wers He showed her how to kick the gong around odnosi się do palenia opium). Piosenka kończy się lamentem: Poor Min, poor Min.
Charakterystycznym elementem piosenki był porywający do zabawy publiczność refren, złożony z bezsensownych dźwięków (pierwsza, charakterstyczna fraza to Hi-dee hi-dee hi-dee ho), powtarzanych za Callowayem przez publiczność – z coraz trudniejszymi do powtórzenia motywami. Co prawda powtórzenia w stylu call and response nie były niczym nowym w muzyce jazzowej (np. pomiędzy członkami zespołu grającymi na różnych instrumentach), jednak Cab Calloway tym utworem przeniósł je na nowy poziom. Sam Calloway miał wyznać, iż są one efektem zapomnienia tekstu podczas wykonania na żywo w radio – co jednak jest raczej nieprawdopodobne. Jemu samemu piosenka również przyniosła sławę, stawiając go w szeregu najbardziej uznanych afroamerykańskich wykonawców i liderów zespołów jazzowych tego okresu z Duke'm Ellingtonem, Louisem Armstrongiem i Ethel Waters.

## Popularność
Piosenka od początku uzyskała niezwykłą popularność. W recenzjach po premierze piosenki chwalono obok Callowaya także innych członków zespołu – m.in. wstęp na trąbce Rogera Q. Dickersona czy solo na jednostrunowej gitarze Morrisa White’a. Już w maju 1931 r. autorzy z Music Trades opisywali ją jako całkowity odskok od dotychczas popularnej muzyki i prorokowali sukces. Cab Calloway poprzez całą swoją długą karierę wykonywał ją, uzupełniając o nowe wersy historii Minnie i Joego. Już wkrótce Harold Arlen i Ted Koehler napisali dla niego dwie piosenki: Kickin' the Gong Around i Minnie the Moocher's Wedding Day, stanowiące pierwsze z wielu kontynuacji pierwotnego utworu, których bohaterami byli Minnie i Smokey Joe oraz ponownie nawiązywały do narkotyków. Późniejsze kontynuacje Callowaya to Mister Paganini, Swing for Minnie w 1938 r., The Ghost of Smokey Joe w 1939 r., Hi De Ho Serenade w 1940 r. W 1932 r. nakręcono krótkometrażowy animowany film wyreżyserowany przez Dave’a Fleishera, noszący tytuł Minnie the Moocher (jeden z filmów o Betty Boop) i zawierający m.in. tytułową piosenkę (zaśpiewaną przez Caba Callowaya). W tym samym roku Calloway zaśpiewał Minnie w filmie The Big Broadcast, który miał zdobyć dla gwiazd ówczesnego radia publiczność kinową.
Calloway niezwykle często wykorzystywał także motyw call and response z Minnie the Moocher – He-De-Ho' pojawia się nawet w tytułach licznych jego utworów z lat 30. i 40., nagrany w 1933 r. Zah, Zuh, Zaz w całości składa się z takiej zabawy z zespołem i publicznością.
W 1980 r. ponad 70-letni Calloway wykonał w porywającym stylu Minnie the Moocher w komedii Blues Brothers, co odnowiło jego popularność, także wśród młodszej publiczności.
Minnie the Moocher szybko wkroczyła do twórczości innych artystów. Już w 1931 r. pojawiła się na nagraniu siostry Callowaya, Blanche. W 1935 r. Minnie zainspirowała jeden z najlepszych skeczy z Nocy w operze braci Marx. W animowanym filmie Swing Wedding wytwórni MGM opowieść o związku i ślubie Minnie i Joego jest przedstawiona poprzez żaby stanowiące karykatury znakomitości ówczesnego Harlemu (z Louisem Armstrongiem na czele; Smokey Joe jest w tym filmie karykaturą Stepina Fetchita). W 1941 r. własną kontynuację przeboju, pod tytułem Smokey Joe, nagrał Nat King Cole z zespołem King Cole Trio. W 1984 r. pojawiła się w filmie Cotton Club.
Mimo iż Calloway był twórcą innych przebojów (m.in. The Jitterbug z 1934 r. i The Jumpin’ Five z 1939 r.), to Minnie the Moocher pozostała najbardziej znaną i popularną jego piosenką, do dziś dostępną i odtwarzaną w stacjach radiowych. Jak napisał Calloway w swojej autobiografii (zatytułowanej zresztą Of Minnie the Moocher and Me), dochody z wykonywania i publikowania piosenki przez różnych artystów pomogły mu w zbudowaniu fortuny.